# Purificació d'aigua
L'accés a l'aigua segura ha estat declarat un dret humà per les Nacions Unides. No obstant això, el problema de la falta d'aquest vital element potable a les regions rurals llatinoamericanes no és desconegut i els pobladors d'aquestes zones no tenen una altra solució que utilitzar aigua de rius, vessants i pous que generalment compten amb un elevat grau de contaminació. Això produeix problemes socials, econòmics i de salut, tals com a malalties endèmiques fatals (hepatitis, còlera, parasitosis, etc.).
En els últims temps, s'ha tornat dramàtica a diversos països la incidència del hidroarsenicisme crònic regional endèmic (HACRE), una malaltia derivada de la ingestió d'aigua amb arsènic durant períodes perllongats, que pot acabar en lesions de la pell i en càncer.

## Situació de Llatinoamèrica
El Fòrum Mundial de l'Aigua estima que es produeixen entre 80 mil i 100.000 morts per any a Llatinoamèrica arran del consum perllongat d'aigua amb contaminació microbiana. És una de les causes més importants de diarrea en les poblacions més "humils".

## Situació de l'Argentina

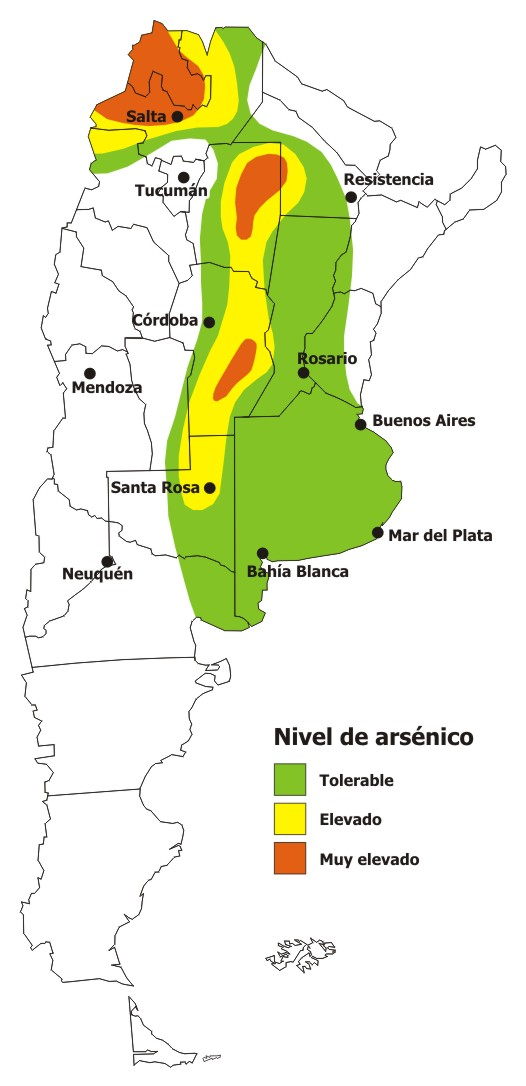
Nivells aproximats d'arsènic a Argentina, segons el SPAR.

La regió Chaco-Pampeana és la zona de major índex de contaminació amb arsènic d'Amèrica Llatina, això es deu al fet que existeix a certes zones d'aquesta regió napes freàtiques de les quals s'extreu "aigua de pou", un estrat de cendres volcàniques (degudes a antiquíssimes erupcions en els Andes) que posseeixen arsènic, tal estrat se sol trobar entre el metre i mitjà de profunditat i els 21/2 metres. En alguns llocs de les províncies de Santiago de l'Estero, Còrdova, oest de la província de Buenos Aires i gran part de la província de La Pampa, així com en Salta i Jujuy poden trobar-se nivells d'arsènic de més d'1 mg/l. La FAO de l'ONU recomana no superar els 0,05 mg/l, encara que aquest nivell varia moltíssim d'un lloc a un altre del món, en primer lloc perquè a les zones tropicals es consumeix més aigua, però també per altres factors com l'alimentació i l'accés a altres tipus de beguda. A Argentina es considera que el màxim tolerable d'arsènic està entre 0,10 i 0,12 mg/l. Per sota d'aquests nivells no s'ha registrat hidroarsenicisme i tampoc es detecten anomalies estadístiques en casos de càncer.
La doctora en química de la UBA i investigadora del CONICET en la Comissió Nacional d'Energia Atòmica (CNEA) Marta Litter encapçala un projecte interdisciplinari per revertir aquesta situació amb tecnologia solar summament accessible. El seu treball es basa en la investigació, validació i aplicació de solucions tècniques i educatives per proveir aigua potable a poblacions rurals aïllades, amb recursos hídrics i econòmics escassos. L'estudi va ser realitzat entre els anys 2002 i 2006 en conjunt amb les universitats de països com Brasil, Xile, Perú, Mèxic i Trinidad y Tobago.
Els participants del projecte, especialistes en tecnologies avançades d'oxidació i mètodes nous per al tractament d'aigües, van desenvolupar tecnologies simples, eficients, de baix cost i que fossin socialment acceptables per a l'eliminació in situ de la contaminació microbiològica i química.
El projecte es denomina OEA/AE/141, titulat "Tecnologies Econòmiques per a la desinfecció i descontaminació d'aigües en zones rurals d'Amèrica Llatina", i els resultats, fins al moment, han estat realment sorprenents.
L'equip de la doctora Litter va estudiar tres tipus de contaminació de l'aigua: microbiana, química per compostos orgànics (pesticides, herbicides, etc.) i per arsènic; i les possibilitats per purificar-la.

## Situació d'Equador
Existeix actualment una llei denominada Llei d'aigües, el Govern actual va proposar una Llei de Recursos Hídrics per la qual cosa es va realitzar una a-la-llei-de-aigües-avança-cap a-nova-etapa.html consulta prelegislativa per actualitzar aquesta llei en la qual és norma la contaminació de l'aigua. En aquesta Llei d'Aigües existeix un capítol que tracta sobre l'aigua contaminada:
En el Capítol XXIV de la contaminació Art. 90.- Per als efectes d'aplicació de l'Art. 22 de la Llei d'Aigües, es considerarà com a "aigua contaminada" tot aquell corrent o no que presenta deterioració de les seves característiques físiques, químiques o biològiques, a causa de la influència de qualsevol element o matèria sòlida, líquida, gasosa, radioactiva o qualsevol altra substància i que donin per resultat la limitació parcial o total d'elles per a l'ús domèstic, industrial, agrícola, de pesca, recreatiu i uns altres.
A la regió Costa, a l'àrea de la província de l'Oro, l'any 2013 el Govern d'Equador, mitjançant la Secretària Nacional de l'Aigua i aquesta al seu torn mitjançant la Direcció nacional de Qualitat de l'Aigua, va realitzar el monitoratge de la qualitat de l'aigua Arxivat 2015-06-10 a Wayback Machine. dels rius: Santa Rosa, Caluguro, Buenavista, Arenillas, Zarumilla i els seus respectius cabals tributaris, i els seus afluents.
A la regió Oriental, a l'àrea de la província del Napo el grau de contaminació en rius està relacionat amb l'explotació minera irregular, tot i que existeix actualment una Llei de Mineria Arxivat 2012-04-06 a Wayback Machine..
D'acord amb un article de l'assetjo web del Centre de mitjans independents, indymedia.org Arxivat 2015-09-19 a Wayback Machine., la presència d'hidrocarburs, sals i càrregues orgàniques en l'aigua natural dels rius de la conca del baix Napo-Orellana-Equador, evidencia un alt nivell de contaminació. Els pobladors que viuen a les zones afectades per descàrregues d'aquests contaminants, difícilment poden pagar els alts costos de monitoratge de l'aigua. Enfront d'aquesta situació, es busca alternatives per mantenir una xarxa de vigilància a baix cost i fàcil de realitzar.
D'acord amb una nota publicada el 27 de maig de 2011 en el diari El comercio, van indicar que, informes elaborats per l'Institut d'Higiene Izquieta Pérez i la Secretaria Nacional de l'Aigua (Senagua), sobre mostres preses en els rius del nord de Maragdes, coincideixen que existeix un alt nivell de contaminació en les aigües. S'estima que l'extracció, a cel obert d'or afecta a unes 40 comunitats del cantó Eloy Alfaro i 36 del cantó Sant Lorenzo. "L'ús principal de mercuri i arsènic va contaminar l'aigua dels rius i èsters en Boca de María, Zabaleta, Bogotà, Santiago, Wimbí, Tululbí, Picadero, Selva Alegre i El Mort, situats en els cantons Eloy Alfaro i Sant Lorenzo", segons els estudis.
D'acord amb les investigacions, en diversos rius es van trobar nivells d'arsènic a 300 vegades més del permès, un dels productes més tòxics que hi ha. Igualment hi ha restes d'alumini de 400 vegades més del tolerable.

## Tècniques de purificació (alternatives)
Es proposen tres tecnologies que consisteix a col·locar l'aigua en ampolles de plàstic transparents (PET) d'aigua mineral o de gasoses, un residu de consum habitual, que poden servir no només per al tractament, sinó també per a l'emmagatzematge de l'aigua.
IMPORTANT: les ampolles verdes (tipus de Seven Up o Sprite) no serveixen per a aquestes tècniques.
El major avantatge és que utilitzen materials molt econòmics i són dependents únicament de l'energia solar (radiació UV).
Les tecnologies són:
- Desinfecció Solar d'Aigües -(SODIS)
- Remoció d'Arsènic per Oxidació Solar modificada (SORAS modificada)
- Fotocatàlisi heterogènia solar amb TiO2 (FH)

### Desinfecció solar d'aigües
Una tecnologia ja ben establerta i acceptada per proveir aigua bacteriològicament segura que es basa en l'exposició al sol de l'ampolla contenint l'aigua contaminada per aproximadament sis hores.

Els rajos solars actuen per combinació de la radiació UVA i la radiació infraroja destruint bacteris i virus (incloent al vibrio cholerae). Aquesta tècnica és universal, altament provada. Per exemple, es va realitzar una experiència amb aigua del llac de Palerm, a la ciutat de Buenos Aires. Després d'una exposició solar de 6 hores en ampolles PET de 2 litres, els microorganismes van desaparèixer i va quedar apta per al consum. Clar que no serà el mateix l'exposició solar en Tucumán en ple estiu que a Buenos Aires a l'hivern, per això la quantitat d'hores és estimativa.
L'única restricció és que l'aigua s'ha de prendre durant aquest dia, en cas contrari els microorganismes es tornen a reproduir.

### Remoció d'arsènic per oxidació solar modificada
L'aigua es col·loca amb alguns grams de filferro, que s'irradia per algunes hores. Aquest tractament elimina l'arsènic per oxidació i coprecipitació amb òxid de ferro formats en el procés. A la nit, l'ampolla es deixa en posició vertical per promoure la precipitació i al matí es filtra per un drap de tela, similar al que s'usa per al cafè.
La tecnologia Soras va ser provada amb bastant èxit en l'Índia i Bangladés, entre altres països. Serveix per eliminar l'arsènic 3, però no per a l'arsènic 5 (d'alta prevalença a Argentina).
La Dra. Litter opina que la seva premissa de treball és "sempre és millor alguna cosa que gens". I una mica d'arsènic es pot eliminar. És una petita solució a un problema greu.
Perquè Soras sigui efectiu en països amb arsènic 5, com Argentina es necessita que l'aigua tingui més ferro. Per això, ho hem d'agregar externament, amb filferro o virulana. Aquests compostos formen uns "fangs" sobre els quals s'absorbeix o coprecipita l'arsènic.

### Fotocatàlisi heterogènia solar amb TiO2 (FH)
És una tecnologia avançada d'oxidació que empra una substància barata, reutilitzable i no tòxica, el diòxid de titani que elimina compostos orgànics tòxics, metalls com crom o arsènic, i fins a pot destruir bacteris i virus. En aquest cas, les ampolles es col·loquen al sol amb l'aigua i el fotocatalitzador (TiO₂ òxid de titani) fixat a les seves parets per un procediment molt simple, que podria ser efectuat pels mateixos pobladors, adequadament instruïts per a això.
En aquesta tècnica podria eliminar tot l'arsènic, la contaminació microbiana, orgànica i probablement l'urani (encara que els estudis no han finalitzat).
El diòxid de titani està present en els sucs sintètics, tipus Tang (s'usa com espessant), també en cosmètics i plaques solars.
El procediment consisteix a fer una petita capa d'aquest diòxid, una espècie de film, que es col·loca a l'interior de l'ampolla. El mateix li dona opacitat i s'estima que exposat a l'energia solar podria eliminar tots els tòxics.Un exemple d'això, és un treball realitzat a Tucumán (Argentina) amb aigua contaminada amb un herbicida molt difós (2,4-D). Es va aplicar aquesta tècnica i tota la matèria orgànica es va transformar en diòxid de carboni (CO₂). O sigui, es va produir una descontaminació. El mateix fa amb un microorganisme; que l'inactiva i el mineralitza. Un dels inconvenients és que el procés d'exposició requereix una exposició bastant perllongada a la radiació solar. Encara no es compta amb valors recomanats.

## Advertiments
Són tècniques molt accessibles. Però és important tenir en compte que no es pot aplicar en tots els tipus d'aigua. Primer caldria analitzar-la amb un senzill estudi de laboratori. Un camí possible és que cada alcalde o intendent d'una comunitat es contacti amb un laboratori (universitari, públic o privat) a l'efecte d'analitzar les característiques específiques de l'aigua del seu districte.
Segons investigacions recents, alguns tipus de plàstics utilitzats per a envasos d'aliments, incloent aigua, desprenen estradiol, una hormona sexual que pot afectar la salut.